# 陈湘生
陈湘生（1956年6月—），湖南湘潭人，地下工程、岩土工程、地层冻结和地铁工程专家，中国工程院院士。

## 生平
1982年，毕业于淮南矿业学院（现安徽理工大学）。1982年1月至2001年1月在煤炭科学研究总院工作，历任北京建井研究所冻结室副主任、北京建井所副所长、所长，煤炭科学研究总院副总工程师。2001年2月至今在深圳市地铁集团有限公司工作，历任部门经理、总工程师兼技术委员会主任、总调度长、副总经理兼总工程师、技术委员会主任。2019年3月，任深圳大学土木与交通工程学院院长。
1998年享受国务院政府特殊津贴，1993年获中国煤炭学会“优秀青年科技奖”，2017年，当选为中国工程院院士。